# Érosion démocratique

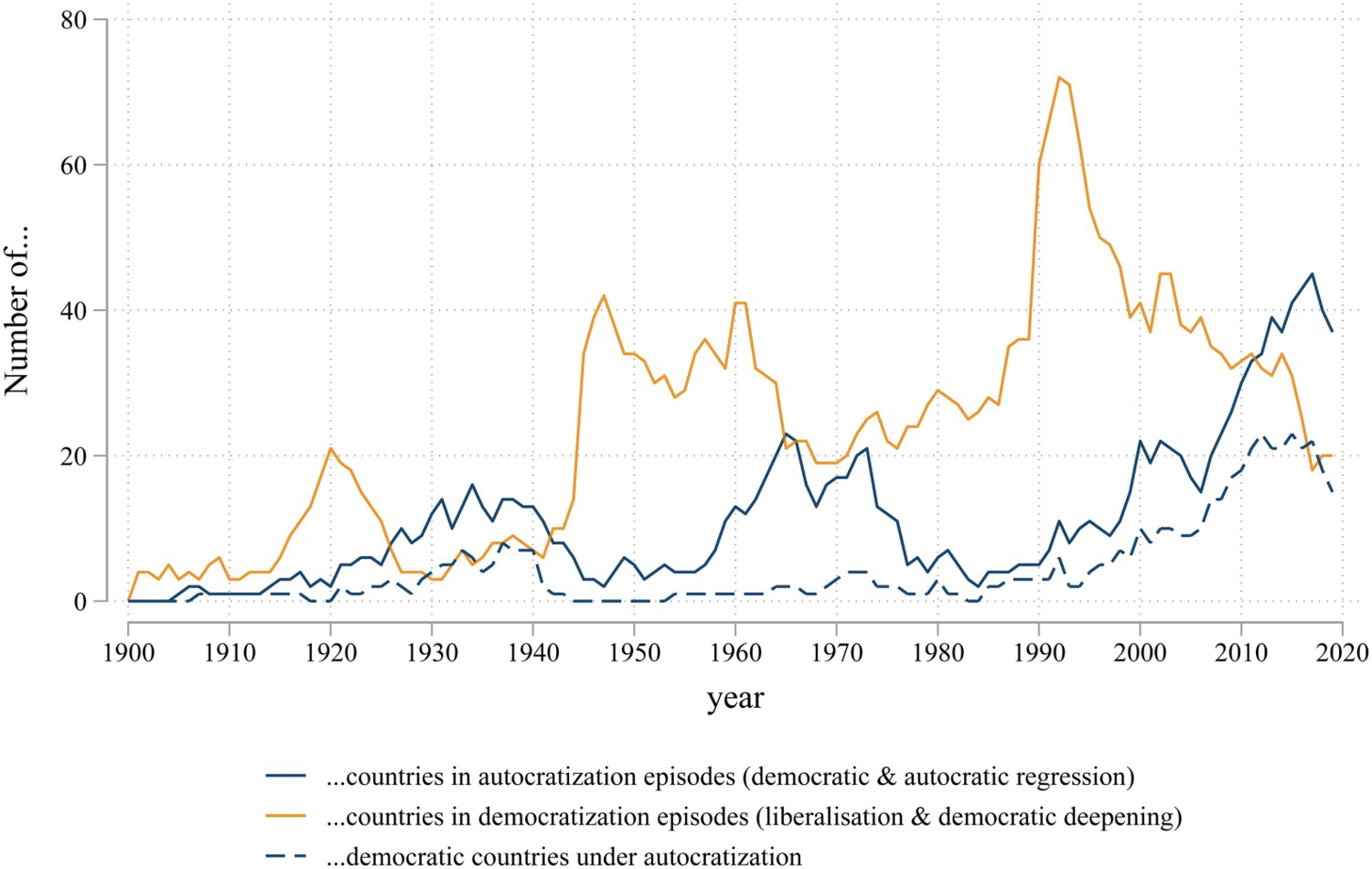
Depuis 2010 environ, le nombre de pays en autocratisation (en bleu) est plus grand que celui de ceux en démocratisation (en jaune).

L'érosion démocratique, aussi connue comme recul démocratique, autocratisation, ou dé-démocratisation, est un déclin graduel de la qualité de la démocratie, à l'opposé de la démocratisation, qui peut résulter en ce qu'un État perde ses qualités démocratiques, se transforme en autocratie ou en régime autoritaire. L'érosion démocratique est causée par un affaiblissement des institutions politiques qui soutiennent le système démocratique dirigé par l’État, tels que l'alternance politique ou le système électoral. D'autres éléments peuvent faire partie de l'érosion démocratique, tels que l'attaque des droits fondamentaux comme les libertés individuelles et la liberté d'expression qui remettent en question la santé, l'efficacité et la durabilité des systèmes démocratiques sur la durée,.
Bien que les changements de régime via les coups d'État aient décliné depuis la fin de la guerre froide, les formes plus subtiles d'érosion démocratique ont augmenté. Durant la troisième vague de démocratisation à la fin du XXe siècle, beaucoup de nouvelles et faibles démocraties institutionnalisées ont émergé. Ces régimes en particulier sont plus vulnérables aux érosions démocratiques. La troisième vague d'autocratisation est en cours depuis 2010, le nombre de démocraties libérales était à ce moment à un niveau jamais atteint auparavant,.
Dans les démocraties, les périodes de crise induisent des risques d'érosion démocratique. Ils peuvent se concrétiser de deux façons différentes quand les dirigeants imposent des mesures autocratiques durant un état d'urgence. Premièrement, les mesures prises dans ce type de contexte peuvent être disproportionnées par rapport à la gravité réelle de la situation. Ensuite, même dans le cas d'une réponse proportionnée, les mesures d'exception peuvent ensuite être transposées dans le droit commun.

## Apparitions
Une érosion démocratique survient lorsque les composantes essentielles de la démocratie sont menacées. Ainsi, :
- Les caractéristiques d'une élection libre et démocratique se dégradent[12] ;
- Les droits libéraux de liberté d'expression, de la presse et d'association diminuent, entravant la possibilité de l'opposition politique de défier le gouvernement et de proposer des alternatives au pouvoir en place[12],[14].
- L'État de droit (par exemple : les restrictions judiciaires et bureaucratiques imposées au gouvernement) est affaibli[12], comme lorsque l'indépendance de la justice est menacée, ou quand les protections accordées à la fonction publique sont restreintes voire supprimées[15].
- Accorder une importance excessive à la sécurité nationale en réponse aux actes terroristes ou perçus antagonistes[15].

## Formes
Une érosion démocratique peut survenir de différentes façons communes. Une érosion démocratique est souvent menée par des dirigeants élus démocratiquement, qui utilisent « des tactiques incrémentales plutôt que révolutionnaires ». Comme souligné par Steven Levitsky et Daniel Ziblatt, il est compliqué d'identifier le moment exact auquel un gouvernement n'est plus démocratique, étant donné que ce processus de déclin se manifeste « lentement, par étapes peu visibles ». Ozan Varol utilise la formule autoritarisme discret (stealth autoritarism en anglais) pour décrire les pratiques d'un dirigeant autoritaire (ou potentiellement autoritaire) utilisant « des mécanismes légitimes et légaux à des fins non-démocratiques [...] dissimulant les pratiques non-démocratiques sous le masque de la loi ».